# Marathon de Paris 2014
Navigation
2013 2015
Le Marathon de Paris 2014, officiellement le Schneider Electric Marathon de Paris, est la 38e édition du Marathon de Paris, en France, qui a lieu le dimanche 6 avril 2014.
L'Éthiopien Kenenisa Bekele, qui dispute son premier marathon, s'impose dans un temps de  2 h 5 min 3 s, signant un nouveau record de l'épreuve. La Kényane Flomena Cheyech remporte la course féminine en 2 h 22 min 42 s.

## Résultats
Les résultats du Marathon de Paris 2013 chez les hommes, femmes et handisport :

### Hommes
| Rang | Athlète          | Nationalité | Temps                |
| ---- | ---------------- | ----------- | -------------------- |
|      | Kenenisa Bekele  | Éthiopie    | 2 h 05 min 04 s (CR) |
|      | Limenih Getachew | Éthiopie    | 2 h 06 min 49 s      |
|      | Luca Kanda       | Kenya       | 2 h 08 min 02 s      |
| 4    | Robert Kwambai   | Kenya       | 2 h 08 min 48 s      |
| 5    | Jackson Limo     | Kenya       | 2 h 09 min 06 s      |
| 6    | Gideon Kipketer  | Kenya       | 2 h 10 min 36 s      |
| 7    | Mike Kigen       | Kenya       | 2 h 10 min 59 s      |
| 8    | Ketema Behailu   | Éthiopie    | 2 h 13 min 23 s      |
| 9    | Mark Kiptoo      | Kenya       | 2 h 13 min 59 s      |
| 10   | Ahmed Ezzobayry  | France      | 2 h 15 min 35 s      |

### Femmes
| Rang | Athlète              | Nationalité  | Temps           |
| ---- | -------------------- | ------------ | --------------- |
|      | Flomena Cheyech      | Kenya        | 2 h 22 min 44 s |
|      | Yebrgual Melese      | Éthiopie     | 2 h 26 min 21 s |
|      | Zemzem Ahmed         | Éthiopie     | 2 h 29 min 35 s |
| 4    | Faith Chemaoi        | Kenya        | 2 h 31 min 59 s |
| 5    | Gebisse Godana Derbi | Éthiopie     | 2 h 36 min 27 s |
| 6    | Martha Komu          | France       | 2 h 36 min 33 s |
| 7    | Aheza Kiros          | Éthiopie     | 2 h 38 min 12 s |
| 8    | Laurane Picoche      | France       | 2 h 39 min 22 s |
| 9    | Yuliya Arkhipova     | Kirghizistan | 2 h 40 min 20 s |
| 10   | Kim Dillen           | Pays-Bas     | 2 h 41 min 31 s |

### Handisport
Hommes
| Rang | Athlète | Nationalité | Temps |
| ---- | ------- | ----------- | ----- |
|      |         |             |       |
|      |         |             |       |
|      |         |             |       |

Femmes
| Rang | Athlète | Nationalité | Temps |
| ---- | ------- | ----------- | ----- |
|      |         |             |       |
|      |         |             |       |
|      |         |             |       |